# Stryj (relacja rodzinna)
Stryj (stryjek) – relacja rodzinna zachodząca w stosunku do krewnego, który jest bratem ojca. Żona stryja jest stryjną lub stryjenką. Współcześnie wobec brata ojca częściej używa się określenia wujek / wuj.